# Куба на летних Олимпийских играх 1900
Куба впервые участвовала на летних Олимпийских играх 1900 и была представлена одним спортсменом в фехтовании, который получил две медали. Страна заняла 12-е место в общекомандном медальном зачёте.

## Медалисты

### Золото
| Золото |             |                         |
| №      | Спортсмены  | Вид спорта (дисциплина) |
| 1      | Рамон Фонст | Фехтование (шпага)      |

### Серебро
| Серебро |             |                                              |
| №       | Спортсмены  | Вид спорта (дисциплина)                      |
| 1       | Рамон Фонст | Фехтование (шпага среди любителей и маэстро) |

## Результаты соревнований

### Фехтование
| Соревнование                    | Спортсмены  | Первый раунд | Четвертьфинал | Полуфинал | Финал | Финал | Финал     |
| Соревнование                    | Спортсмены  | Место        | Место         | Место     | Место | Побед | Поражений |
| ------------------------------- | ----------- | ------------ | ------------- | --------- | ----- | ----- | --------- |
| Шпага                           | Рамон Фонст | 1            | 3             | 3         | 1     | 4     | 2         |
| Шпага среди любителей и маэстро | Рамон Фонст |              |               |           | 2     | 6     | 1         |